# Ángel Rubio Castro

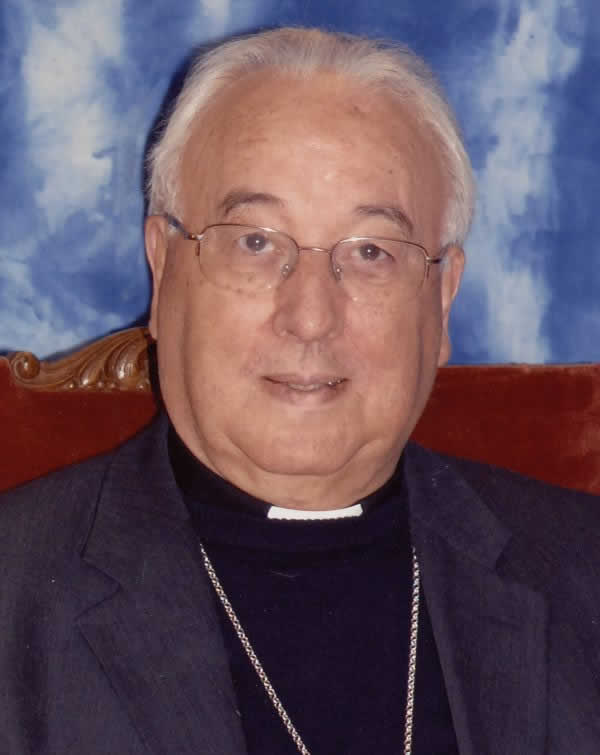
Bischof Ángel Rubio Castro.

Ángel Rubio Castro (* 8. April 1939 in Guadalupe) ist ein spanischer Geistlicher und emeritierter Bischof von Segovia.

## Leben
Der Erzbischof von Toledo, Enrique Kardinal Pla y Deniel, weihte ihn am 26. Juli 1964 zum Priester.
Papst Johannes Paul II. ernannte ihn am 21. Oktober 2004 zum Weihbischof in Toledo und Titularbischof von Vergi. Die Bischofsweihe spendete ihm der Erzbischof von Toledo, Antonio Cañizares Llovera, am 12. Dezember desselben Jahres; Mitkonsekratoren waren Francisco Álvarez Martínez, Alterzbischof von Toledo, und Joaquín Carmelo Borobia Isasa, Weihbischof in Toledo. Als Wahlspruch wählte er Pro vobis et pro multis.
Am 3. November 2007 wurde er zum Bischof von Segovia ernannt und am 9. Dezember desselben Jahres in das Amt eingeführt. Papst Franziskus nahm am 12. November 2014 seinen altersbedingten Rücktritt an.